# 受胎告知 (エル・グレコ、1600年)
『受胎告知』（じゅたいこくち、西: La Anunciación、英: Annunciation）は、ギリシア・クレタ島出身のマニエリスム期のスペインの巨匠エル・グレコが1596-1600年に制作したキャンバス上の油彩画である。マドリードにあったエンカルナシオン学院 (通称ドーニャ・マリア・デ・アラゴン学院) のための祭壇衝立の中央パネルをなしていたエル・グレコ円熟期の作品で、画家の最高傑作の1つである。画家は繰り返し「受胎告知」の主題に取り組んでおり (エル・グレコの『受胎告知』を参照)、本作も一般に「受胎告知」と呼ばれるが、上記学院の正式名称は「托身の我らが聖母」(西: nuestra señora de la encarnación) なので、描かれているのは「告知」の場面というより、「托身」、すなわち神の子イエス・キリストが聖母マリアに宿った瞬間である。作品はマドリードのプラド美術館に所蔵されている。

## ドーニャ・マリア・デ・アラゴン学院祭壇衝立
エル・グレコは、1596年、聖アウグスティヌス会の神学校エンカルナシオン学院に収めるべく祭壇衝立のための絵画群の発注を受けた。この祭壇衝立は、宮廷貴婦人で淑女であった発注者ドーニャ・マリア・デ・アラゴン (1539-1593年) の名にちなんで、一般に「ドーニャ・マリア・デ・アラゴン学院祭壇衝立」と呼ばれる。この祭壇衝立は19世紀初頭、フランスのナポレオン軍により掠奪、破壊され、構成していた絵画群は四散してしまった。それ以前の祭壇衝立に関する正確な記録がまったく現存しておらず、詳しいことはわかっていない。わずかに17世紀の画家・美術著作者アントニオ・パロミーノが「何点かのエル・グレコの作品がある」と書き、18世紀から19世紀の画家セアン・ベルムーデスが「それらはキリストの生涯に関するものだ」と述べているのみである。しかし、この祭壇衝立を構成する絵画として、本作『受胎告知』以外に『羊飼いの礼拝』(ルーマニア国立美術館、ブカレスト)、『キリストの洗礼』(プラド美術館) があったとする見解が支配的である。また、『キリストの磔刑』、『キリストの復活』、そして『聖霊降臨』(すべてプラド美術館) も候補として挙がっている。
作品群にはアウグスティヌス会の神秘主義者で、学院の初代院長アロンソ・デ・オロスコの神秘主義思想が投影されており、「受胎告知」、「降誕 (羊飼いの礼拝)」、「洗礼」、「磔刑」、「復活」、「聖霊降臨」のすべての主題が「托身」と関連づけられる。これらの作品の配置については諸説が提出されてきたが、現在、一般的に認められている復元予想図は以下のようになっている。絵画の配置は、上段左から右に『キリストの復活』、『キリストの磔刑』、『聖霊降臨』、そして下段左から『羊飼いの礼拝』、『受胎告知』、『キリストの洗礼』である。
| ドーニャ・マリア・デ・アラゴン学院祭壇衝立の復元予想図 | ドーニャ・マリア・デ・アラゴン学院祭壇衝立の復元予想図 | ドーニャ・マリア・デ・アラゴン学院祭壇衝立の復元予想図 | ドーニャ・マリア・デ・アラゴン学院祭壇衝立の復元予想図 |
| ------------------------------------------------------ | ------------------------------------------------------ | ------------------------------------------------------ | ------------------------------------------------------ |
|                                                        |                                                        |                                                        |                                                        |
|                                                        |                                                        |                                                        |                                                        |

## 作品

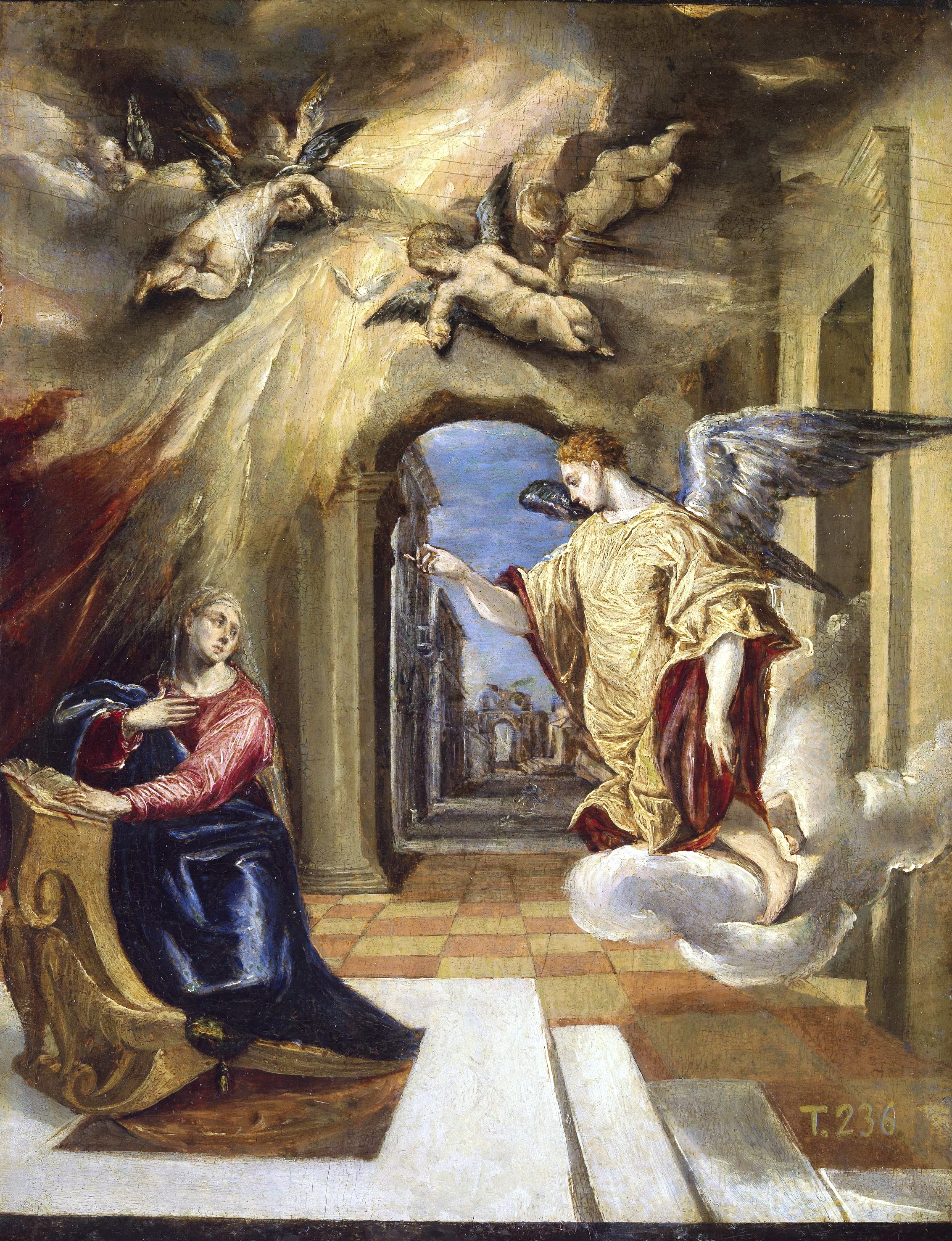
エル・グレコ『受胎告知』(1570-1572年)、プラド美術館

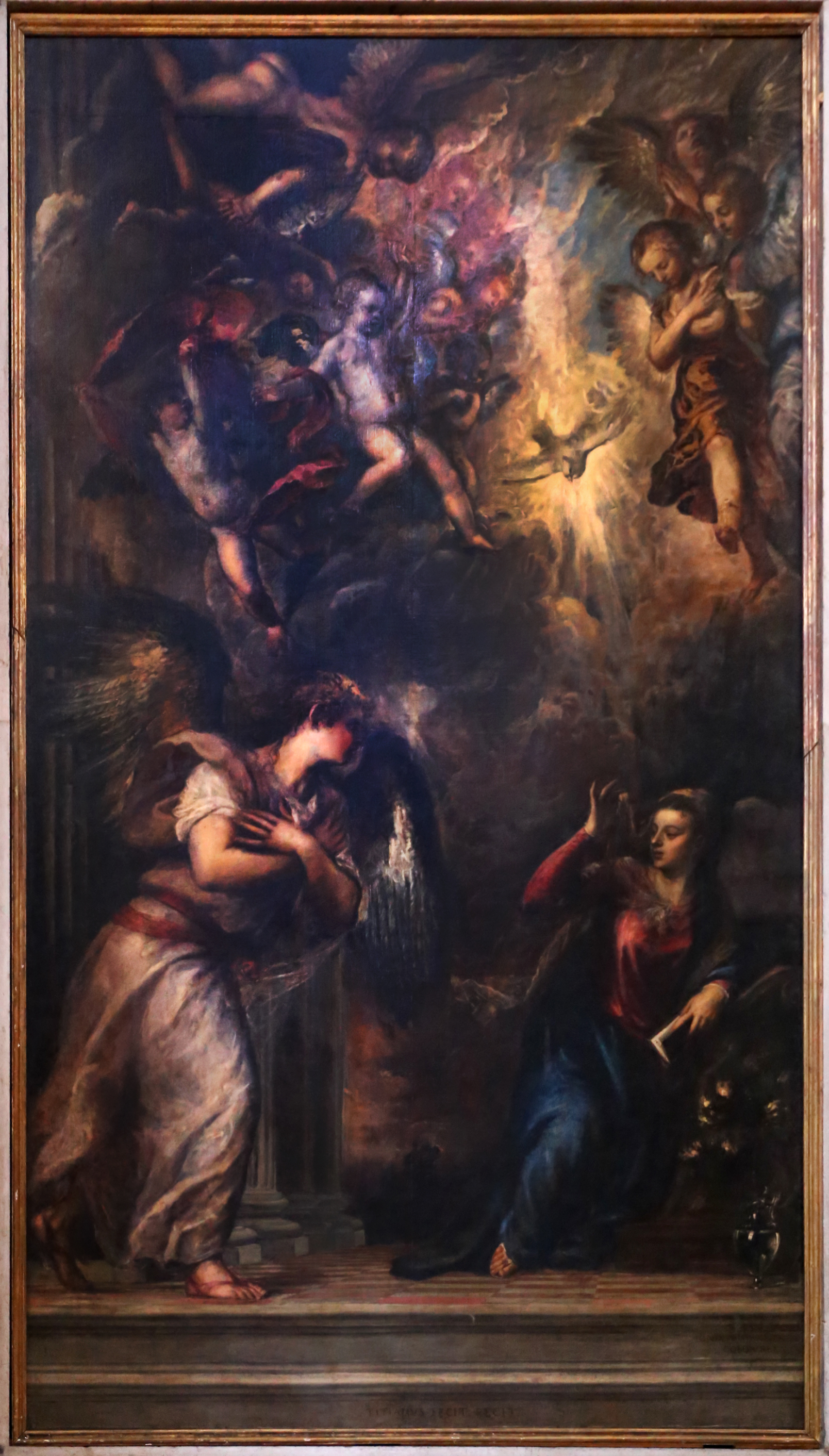
ティツィアーノ『受胎告知』(1559-1564年) 、サン・サルバドール教会、ヴェネツィア

祭壇衝立の中央パネルであった本作『受胎告知』には、鮮烈でコントラストの強い彩色、非現実的なまばゆい光、そして奔放な筆触が駆使されて、強烈な感情表現と神秘に満ちた情景が作り出されている。このような本作をヴェネツィア時代の1570年頃のエル・グレコの同主題作『受胎告知』(プラド美術館) と比較すると、20年の間に画家がいかに大きく変貌したかが理解できる。以前の作品では、聖母マリアも大天使ガブリエルもプロポーション、姿勢、顔の表情が写実主義的かつ古典主義的手法で描かれていた。また、タイル床による透視図法が用いられ、3次元的で合理的な空間が構築されていた。しかし、本作ではそうした現実的な人物像と空間のある室内が放棄されて、天上の世界からの使者大天使ガブリエルがその室内に降下している。現実性をなくした人物像も空間も、宗教的な教義、観念、魂と融合しており、地上と天上の世界の区分が取り払われているのである。視点は下から上へと流動する構図となっており、それもまた地上と天上の世界の結合を表現している。
大天使ガブリエルは、もはやお告げのポーズを取ることもなく、胸に両手を当ててマリアに接近している。マリアもかつてのように恐怖も、驚きも、無力感も示すことなく、神聖な光を浴び、「奏楽の天使」たちの寿ぐ中で「托身」の秘跡を受けているのである。そして、ここではマリアの純潔を象徴する白百合に代わって、モーセの「燃える芝」 (出エジプト記:3章2節) が「従順」のアトリビュートである縫物の籠の上に描かれている。アウグスティヌス会の神秘主義者アロンソ・デ・オロスコによれば、「燃える芝」は「純潔」の象徴であり、さらに芝の葉が炎に焼かれても枯れないのと同様、神が信者に喚起する激しい愛によって信者は純潔を守りうるということを意味する。アロンソの説に通じている者にとって、本作品に描かれた「燃える芝」は、「托身 (受胎告知)」によって純潔が信仰生活の義務となったという信念の表明であり、エンカルナシオン学院の関係者にとっては、11歳の時に純潔の誓いを立て、生涯を独身で通した学院の創設者ドーニャ・マリア・デ・アラゴンの美徳をたたえるものであった。
本作と関連を持つ作例としては、ヴェネツィア派の巨匠ティツィアーノの『受胎告知』(サン・サルバドール教会、ヴェネツィア) が挙げられる。ティツィアーノの作品でも「燃える芝」が描かれ、大天使ガブリエルはやはり胸の前で両手を交差させている。天上界にはやはり「奏楽の天使」が描かれているが、「受胎告知」の画面に「奏楽の天使」が描かれるようになるのはトリエント公会議以降のことである。